# ロスチャイルド家
ロスチャイルド家（ロスチャイルドけ、Rothschild、「ロスチャイルド」は英語読み。ドイツ語読みは「ロートシルト」。フランス語読みは「ロチルド」）は、フランクフルト出身のユダヤ人富豪で、神聖ローマ帝国フランクフルト自由都市のヘッセン＝カッセル方伯領の宮廷ユダヤ人であったマイアー・アムシェル・ロートシルト（1744-1812）が1760年代に銀行業を確立したことで隆盛を極めた。それまでの宮廷関係者とは異なり、ロスチャイルドは富を遺すことに成功し、ロンドン、パリ、フランクフルト、ウィーン、ナポリに事業を設立した5人の息子を通じて国際的な銀行家を確立した。一族は神聖ローマ帝国やイギリスの貴族称号の一種であるバロンにまで昇格した。ロスチャイルド家の歴史は16世紀のフランクフルトに始まり、その名は1567年にイサク・エルチャナン・バカラックがフランクフルトに建てた家「ロスチャイルド」に由来している。
19世紀のロスチャイルド家は、近代世界史においても世界最大の私有財産を有していた。20世紀に入ると、一族の資産は減少し、多くの子孫に分割された。現在、彼らの権益は、金融、不動産、鉱業、エネルギー、農業、ワイン醸造、非営利団体など、多岐にわたっている。また、ロスチャイルド家の建物は、ヨーロッパ北西部の風景を彩っている。

ロスチャイルド家はしばしば陰謀論の対象となっており、その多くは反ユダヤ主義に由来している。

ロスチャイルド家（ロートシルト家）の紋章。この紋章は1822年にオーストリア政府（ハプスブルク家）より、男爵の称号とともに授けられた。盾の中には5本の矢を持った手が描かれ、創始者の5人の息子が築いた5つの家系を象徴している。盾の下には、ロスチャイルド家の家訓であるConcordia, Integritas, Industria（調和、誠実、勤勉）という銘が刻まれている。

本項ではロスチャイルド家が所有する企業ロスチャイルド&カンパニーの日本法人名である『ロスチャイルド・アンド・コー・ジャパン株式会社』が登記するカタカナ転写に準じて『ロスチャイルド』とする。

## 概要

### 国際協調の成果と限界
18世紀後半にフランクフルトのゲットー（ユダヤ人隔離居住区）出身のマイアー・アムシェル・ロートシルトが銀行家として成功し宮廷ユダヤ人となった。彼の5人の息子がフランクフルト（長男:アムシェル）、ウィーン（二男:ザロモン）、ロンドン（三男:ネイサン）、ナポリ（四男:カール）、パリ（五男:ジェームス）の5か所に分かれて銀行業を拡大させた。二男と五男は鉄道事業へ出資をして創設に関わった。この他、一家はスペインのMZA鉄道（マドリード・サラゴサ・アリカンテ鉄道）と上部イタリア鉄道(Società per le Ferrovie dell'Alta Italia)もファイナンスした。近代化しつつあった郵便事業にも関わっていた。記事にはロスチャイルド家所有の建築物が多数掲示されている。その大部分は大不況 (1873年-1896年) のときに築造・再建・取得されている。もっとも、写真がないシャトー・ド・プレニーは1858年に落成し、大不況をすぎた1900年に遺贈された。
豪邸は大きな影をつくる。オスマン債務管理局をめぐり債権国同士が対立し、ロスチャイルド家の国際協調に限界を知らしめたのである。1901年にフランクフルト家とナポリ家は閉鎖した。前者の銀行は同年ディスコント・ゲゼルシャフトに吸収された。列強各国の投資が東欧で入組み、そのまま第一次世界大戦が起こった。ウィーン家はサン＝ジェルマン条約により延命されたが、ドーズ案の出るころ財政が危機的となった。ウィーン家のクレディト・アンシュタルトにアングロ・オーストリアン・バンクが買収され、内側から外資を誘導し、クレディト・アンシュタルトが世界恐慌で破綻したときに独墺関税同盟を破棄させた。1934年、オーストリアで2月内乱が起こった。この動きがチェコスロバキアに飛び火した1938年、ウィーン家も閉鎖した。
ロンドン家とパリ家は現在まで残っている。両家は日露戦争のころ日本政府へ巨額を貸し付けた歴史をもつが、それでさえ普仏戦争の賠償シンジケートに比べると彼らの仕事では小さい方である。とはいえ、ロンドン家のシンジケートは関東大震災後の復興融資を通して日本経済に深く浸透した。また、両家はそれぞれイングランド銀行とフランス銀行に対して一定の影響力をもった。加えて、ロンドン家はベンジャミン・ディズレーリ内閣のときにスエズ運河買収のため400万ポンドを年利3.5%満期36年で貸しつけたり、国家事業であるケーブル・アンド・ワイヤレスの経営に助言したりした。パリ家は総合水道会社（現:ヴィヴェンディ、ヴェオリア・エンバイロメント）を設立し5000株を引受けて大株主となったり、ソシエテ・ジェネラルをつくって横須賀造船所と露清銀行へ資金を提供したり、地中海クラブを所有したりして、1961-62年にフランス国内全民間資産の6.0%を保有するに至った。パリバが7.7%、ラザードが5.5%、ユニオン・パリジェンヌが4.1%、商工信用銀行（スエズ運河会社も参照されたい）が3.7%、ヴァンデル家(Groupe Lorrain)が3.5%、フランス商業信用銀行（現:HSBCホールディングス）が2.7%、200家族のシュネーデルが2.1%、インドシナ銀行が2.0%、クレディ・デュ・ノル（現:ソシエテ・ジェネラル）が1.8%であった。縁戚のウォルムズ銀行はウニベイル（現:ウニベイル・ロダムコ・ウェストフィールドの前身の一つ）を設立した。
現在はN・M・ロスチャイルド&サンズが、M&Aのアドバイスを中心とした投資銀行業務と富裕層の資産運用を受託するプライベート・バンキングを行っている。一方、リオ・ティントやイメリーズという大規模な工業事業も支配した。鉱産資源は19世紀末ごろから本格的に開発している。なお、イメリーズは2014年現在グループ・ブリュッセル・ランバートの支配下にある。
ロンドン家の跡継ぎであるナサニエル・フィリップ・ロスチャイルドは、ジョン・マケインやオレグ・デリパスカを人脈にもつ。

### バンジャマン誕生から現在まで
英国病が指摘されるようになってからはロンドン家の活動が目立たない。パリ家はシャルル・ド・ゴールと癒着して戦後復興を遂げた。
1967年にバーナード・コーンフェルド(Bernard Cornfeld)がフランスにミューチュアル・ファンド設立を申請して却下されたが、1969年1月ファンド・オブ・ファンズ(IOS)をパリ家と共同経営する合意に達した。5月に当局へ申請、7月にあっさりと認可を得た。合意条件は対等で、募集・販売の両面で損益を折半するものとされていた。合意内容には、ジュネーヴのスイス・イスラエル貿易銀行(Swiss-Israel Trade Bank)を4500万フランで買収しIOSフランス支店にする計画もふくまれていた。
1001クラブにアルフレッド・ハルトマン博士(Dr. Alfred Hartmann)がいる。スイス軍の諜報部でキャリアをスタート、1952年にUBSへ入社、20余年にわたり勤めた。1978年にHoffmann-La Roche のCEO となった。1980年、アーマンド・ハマーのごとく、スイス代表団を率いてソ連と交渉し輸出を促した。ペレストロイカより早く1983年、ハルトマン博士はエリー・ロチルドに指名されて、ロチルド銀行チューリッヒ支店のジェネラル・マネージャーになった。翌年にホフマン-ラ・ロシュを辞めて、ロスチャイルドに尽くした。1986年、Charles Keating をパートナーにトレンドインベストなる会社をつくった。そのあとは国立労働銀行スイス支店長となった。しかしこの支店は国際商業信用銀行とイラク政府所有イラク銀行間の取引に関わったので、そこへイラクゲート事件が起きてハルトマンは支店長を1991年で辞めさせられた。それからは、Bruce Rappaport が代表するBank of New York-Inter Maritime Bank of Geneva で副社長となった。この銀行は1999年、ロシアでの資金洗浄について捜査線上に名前が浮上したことが報じられている。
2002年、ブラックロックがロスチャイルド・オーストラリアと戦略的提携関係を結ぶことを表明した。
2005年、エドモン・ドゥ・ロスチャイルド・ヨーロッパ・プライベートバンクと日興コーディアル証券(現SMBC日興証券)がプライベートバンキングサービスを提携するようになった。プレスにはパリ家のバンジャマンをリーダーに新しくジュネーヴ家ができていると読めるような説明がある。また、マレーシアの1MDB をめぐる汚職事件に加えパナマ文書とも関連して問題となった、ルクセンブルク支店BPERE(Banque Privee Edmond de Rothschild Europe)について簡単な紹介がなされている。
2009年、ロスチャイルドはベラルーシ国営のBPS銀行をズベルバンクに買収させた（機関化）。2010年2月、モスクワ・タイムズによると、アレクサンドル・ルカシェンコ大統領がロスチャイルドを招いて公企業の資産価値を査定させた。ロスチャイルドはJPモルガン・チェースからエドワール(Edouard Veber)を得てなお、シャドー・バンキング業界で人材を探し回った。
1MDB問題は急展開を見せた。2016年4月時点でマレーシアの公的資金がスイスとルクセンブルクで運用されていることが分かっていた。7月時点で、実業家のKhadem al-Qubaisi がパナマ文書に書かれたオフショア会社を経由してBPERE で口座を開設したことが分かっている。8月、このBPERE に90人以上の警官とマスコミ陣が雪崩れ込み、アリアンヌ・ド・ロチルドCEO が活写される事態となった。バークレイズがIPIC(International Petroleum Investment Company)から救済融資を受けていたことも明らかとなっていた。在地の新聞社(Luxemburger Wort)は、大公国ルクセンブルクで発覚した史上最大の資金洗浄となるかもしれないとコメントしている。10月には同紙がスイスでの捜査における進捗を報じている。BPERE 立入捜査のあった2016年8月には、ロスチャイルドがCFAフラン圏であるセネガルで資金洗浄スキームの構築に関わったことを示す、2008年5月付の電報がウィキリークスに公開されている。2016年11月、劉特佐(Jho Low)と1MDBを顧客とするマレーシアの銀行家(Yak Yew Chee)が18週間の禁固と罰金24,000ドルを言い渡された。2017年6月22日ルクセンブルク当局が、1MDBに関係するファンドを扱うとき不正防止措置を怠ったとしてBPEREに899万ユーロの罰金を課した。
2018年、ロスチャイルドは、ロンドン家・パリ家がオーストリア・ニーダーエスターライヒ州において所有する森林を、地元の包装材メーカーであるプリンツホルン・ホールディングスに売却することで合意した

## 歴史

### マイアー登場以前

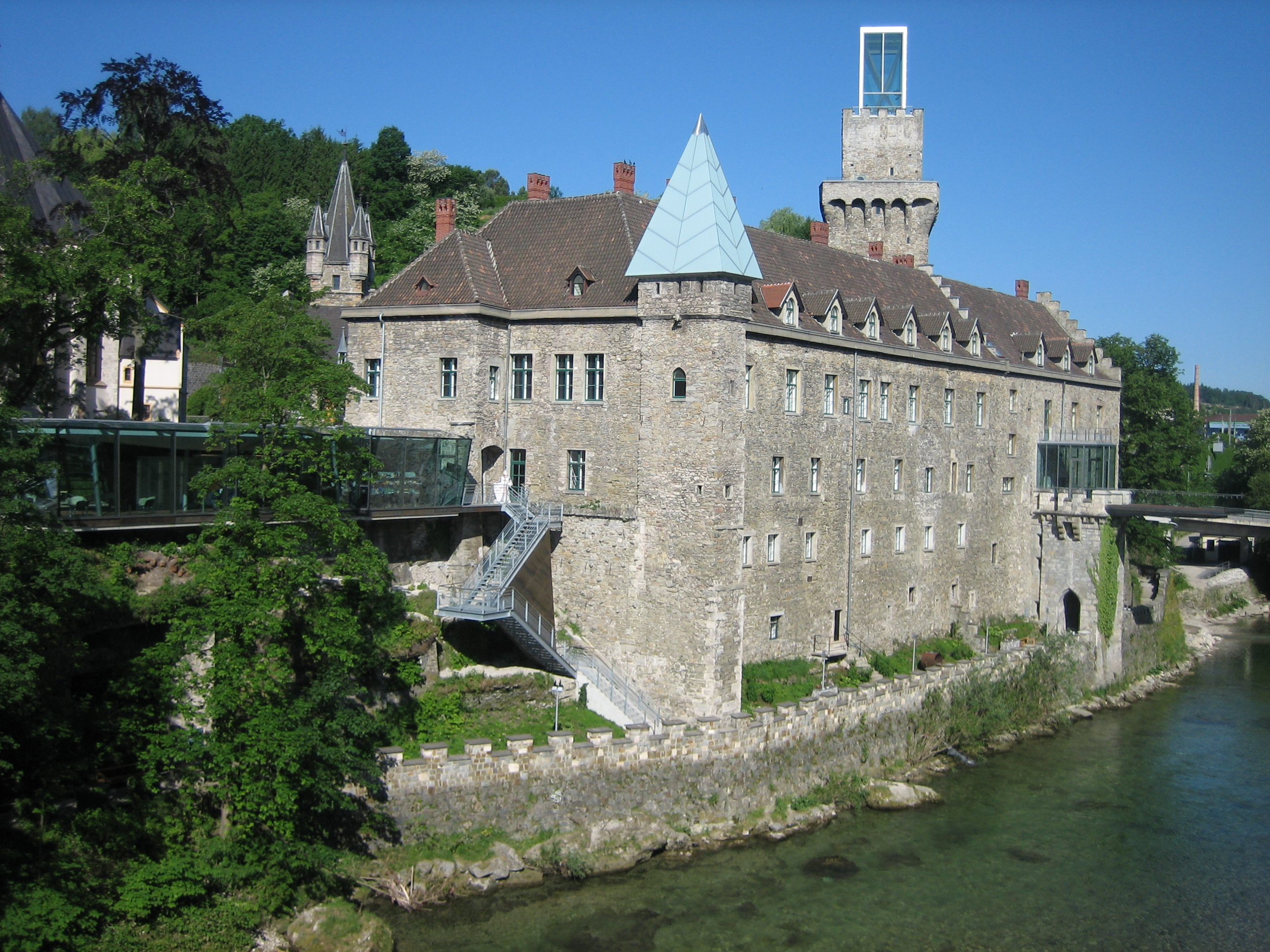
Rothschildschloss（ドイツ語） オーストリアのヴァイトホーフェン・アン・デア・イプス。元は13世紀に建てられた中世の城だったが、1875年にオーストリアの分家によって取得された

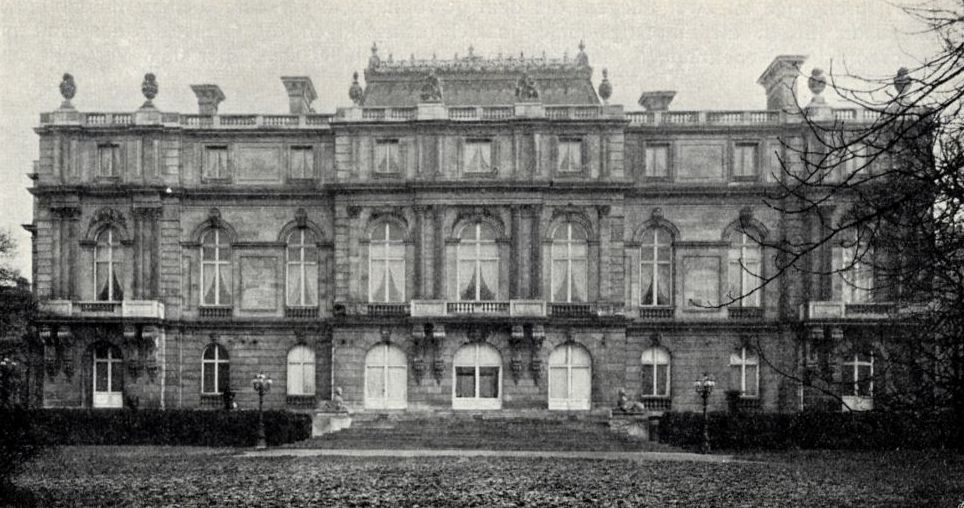
Palais Freiherr Albert von Rothschild（英語） オーストリアのウィーン。1884年建造。オーストリアの分家によって建てられた邸宅

ロートシルト家は、神聖ローマ帝国帝国自由都市フランクフルトのユダヤ人居住区（ゲットー）で暮らすユダヤ人の家系である。
フランクフルト・ユダヤ人は1462年以来ゲットーに押し込められてきた。また法律・社会的に様々な制約を受け、職業は制限されていた。ロートシルト家も代々商売していた家柄だが、マイアーの代までは小規模に過ぎず、生活も貧しかった。
ファミリーネームはもともと「バウアー」もしくは「ハーン」と呼ばれていたが、「ロートシルト（赤い表札）」の付いた家で暮らすようになってからロートシルトと呼ばれるようになった。そこから引っ越した後もそのファミリーネームで呼ばれ続けた。しかしフランクフルト・ユダヤ人が法的にファミリーネームを得たのはフランス占領下の1807年のことであり、それ以前のものはあくまで通称である。

### ヘッセン・カッセル方伯の御用商

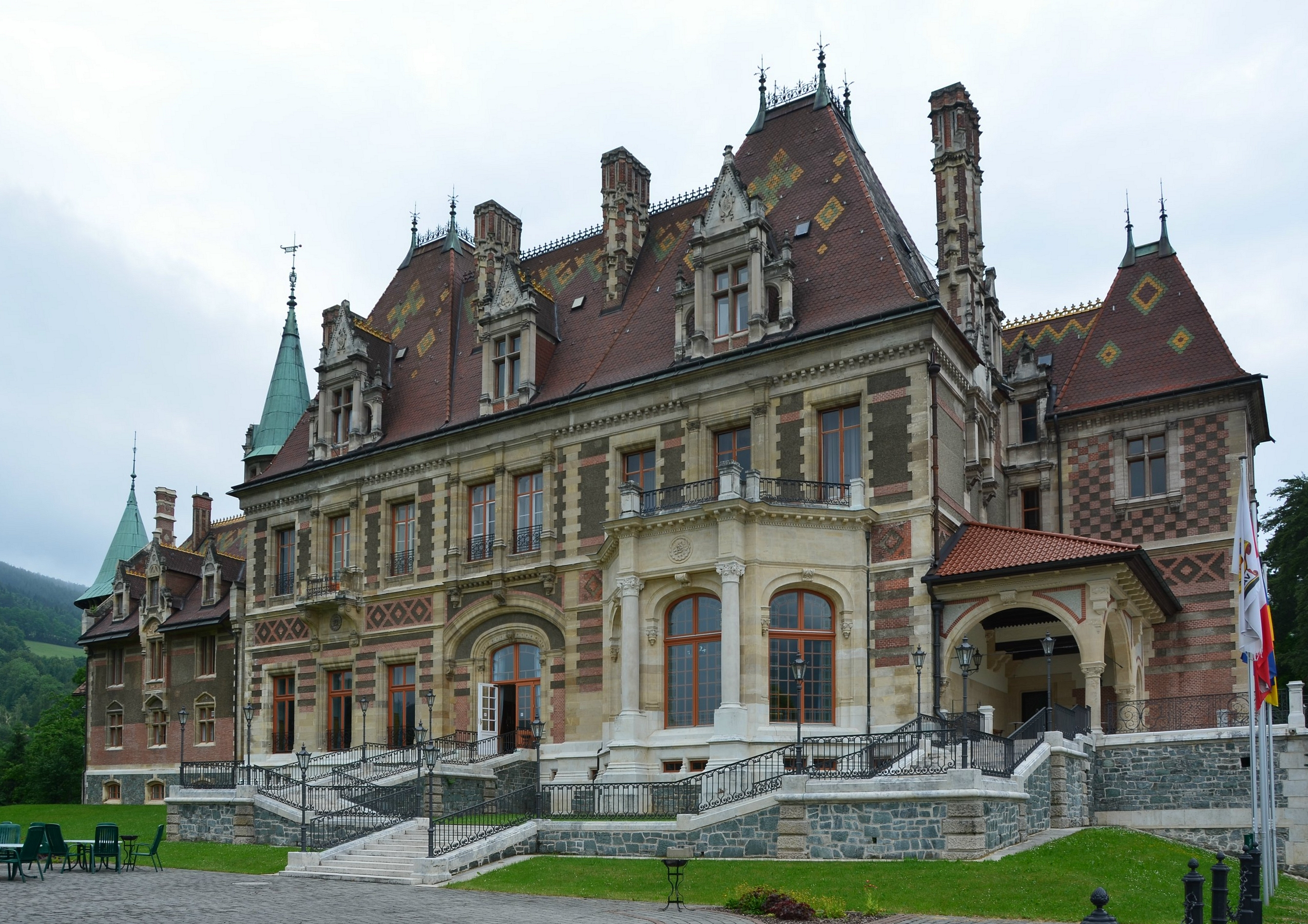
Schloss Hinterleiten（ドイツ語） オーストリアの ニーダーエスターライヒ。1887年建造。オーストリアの分家によって建てられた別荘

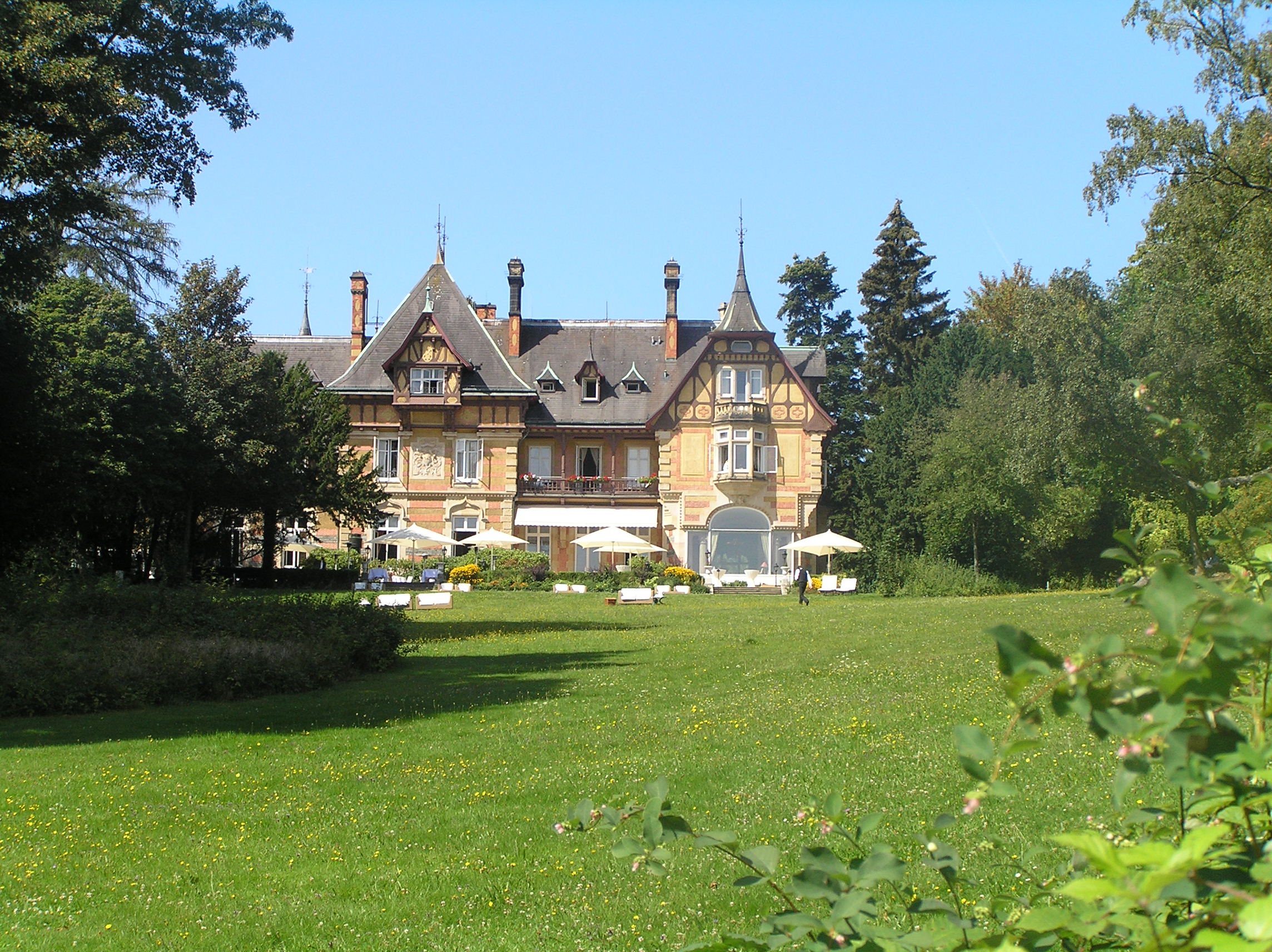
ヴィラ・ロートシルト：ドイツのフランクフルト近郊。1894年建造。ドイツの分家によって建てられた別荘。現在は高級ホテルとして使用されている

ロスチャイルド家を勃興させたのはマイアー・ロートシルト（1744-1812年）である。彼は1760年代からフランクフルトで古銭商を始め、やがてフランクフルト近くのハーナウの宮殿の主であるヘッセン＝カッセル方伯家嫡男ヴィルヘルムを顧客に獲得し、1769年にはその宮廷御用商に任じられた。ヴィルヘルムは閨閥の広さによる資金力を活かし、他の王侯ならびに軍人・官吏・各種産業に貸し付けていた。
ヴィルヘルムは領内の若者を傭兵として鍛え上げ、植民地戦争の兵員を求めるイギリスに貸し出す傭兵業を営んでおり、その傭兵業の儲けでヨーロッパ随一の金持ちになっていた。ヴィルヘルムがイギリスへ傭兵を貸し付けた植民地戦争に、アメリカ独立戦争もあった。貸し付けた傭兵が死亡したり、負傷したりしたとき、ヴィルヘルムは高額な補償金をせしめた。小規模ながら両替商を兼業するようになっていたマイアーもヴィルヘルムの傭兵業に関わらせてもらい、イギリスで振り出された為替手形の一部を割引（現金化）する仕事を任されるようになった。とはいえマイアーの担当額はわずかであった。ヴィルヘルムとしては交換比率が下がらないようなるべく多くの業者に自分の外国為替手形を扱わせたがっており、その一人がマイアーだったということに過ぎない。マイアーは基本的に1780年代末まで注目されるような人物ではなく、ヴィルヘルムにとってはもちろん、フランクフルト・ゲットーの中においてさえそれほど有名人ではなかった。しかも1785年にはヴィルヘルムがヘッセン・カッセル方伯位を継承してヴィルヘルム9世となり、フランクフルトから離れたカッセルのヴィルヘルムスヘーエ城に移ってしまったため、一時マイアーとヴィルヘルム9世の関係が疎遠になるという危機も起こった。
一方、物品商の仕事の方はフランクフルトがイギリスの植民地産品や工業製品を集める一大集散地になっていたこともあって順調に推移し、1780年代にはマイアーはかなりの成功を収めていた。
やがてマイアーの息子たちが成長して父の仕事を手伝うようになり、長男のアムシェルと二男のザロモンがヴィルヘルムスヘーエ城に頻繁に出入りするようになった。彼らはヴィルヘルム9世の宮廷の正規の金融機関であるベートマン家（アムロ銀行#概要を参照されたい）やリュッペル・ウント・ハルニエル(Rüppell und Harnier)などの大銀行を回って、彼らと気難しいヴィルヘルム9世の間の使者の役割を演じ、ヴィルヘルム9世から気に入られるようになった。そして1789年にはロスチャイルド家もヘッセン・カッセル方伯家の正式な金融機関の一つに指名されるに至り、その対外借款の仕事に携われるようになった。1795年頃からヴィルヘルム9世の大きな投資事業にも参加できる立場になる。
こうしてロスチャイルド家は1790年代に急速に躍進した。その頃にはロートシルト家の収入は信用供与と貸付が主となっており、商人というより銀行家に転じていた。その活動範囲もドイツに留まらず、ヨーロッパ中へと広がっていった。

### ナポレオン戦争

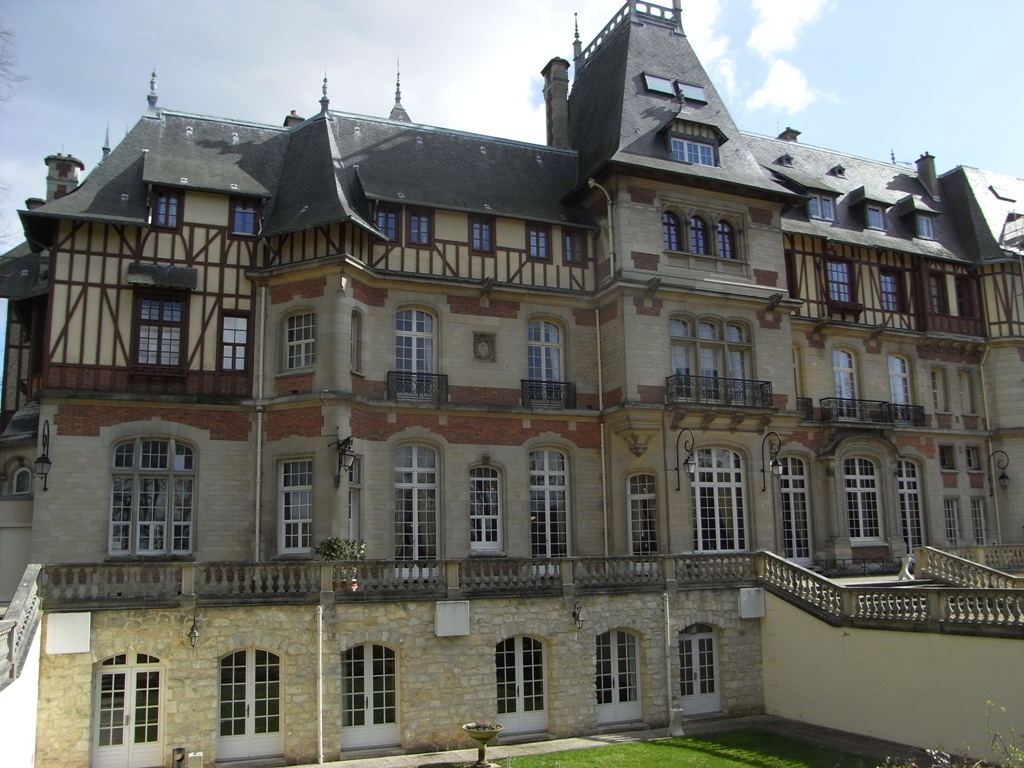
シャトー・ド・モンヴィラルジェンヌ：フランスのオワーズ。1900年建造。フランスの分家によって建てられた邸宅

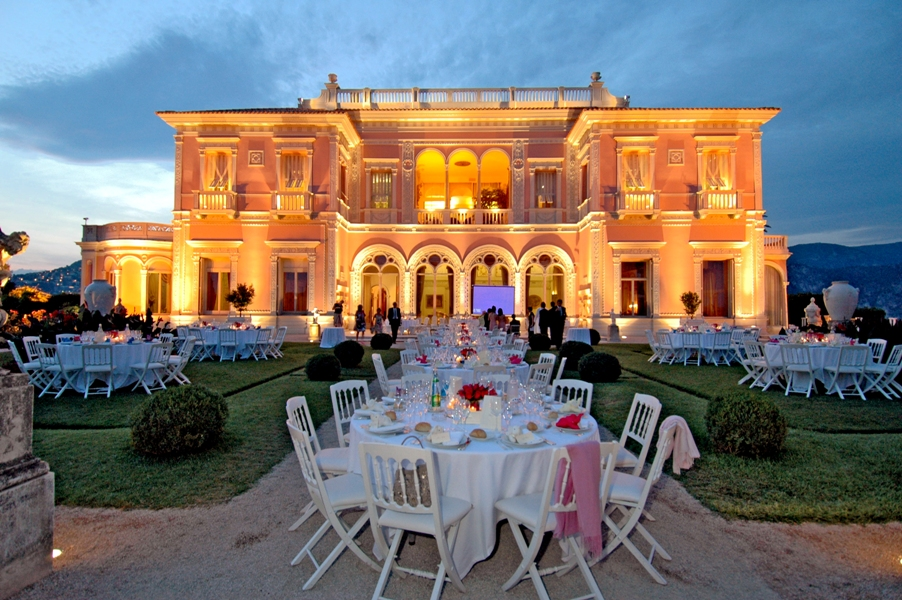
Villa Ephrussi de Rothschild（英語） フランスのコート・ダジュール。1912年建造。フランスの分家によって建てられた別荘

1789年にフランスで発生したフランス革命を恐れたヨーロッパ諸国の君主たちはフランスに宣戦布告し、1792年から1815年までフランス革命戦争・ナポレオン戦争が勃発した。だが自由主義をスローガンに掲げるフランス軍は征服地でユダヤ人解放政策を実施したため、ドイツ・ユダヤ人にとっては封建主義的束縛から解放されるチャンスとなった。ロスチャイルド家にとってもヘッセン・カッセル方伯の寵愛だけに依存した不安定な状態から脱却するきっかけになった。
戦争の混乱の中、ドイツでは綿製品が不足して価格が高騰した。これに目を付けたマイアーの三男ネイサンは1799年からイギリス・マンチェスターに常駐し、産業革命で大量生産されていた綿製品を安く買い付けてドイツに送って莫大な利益を上げるようになった。その金を元手にネイサンは1804年からロンドンの金融街シティに移り、N・M・ロスチャイルド&サンズを創設して金融業を開始した。
1800年代にはヴィルヘルム9世への影響力も飛躍的に増大し、1803年にロスチャイルド家は宮中代理人の称号を得ている。
1806年にナポレオン・ボナパルト率いるフランス軍がプロイセン侵攻のついでにヘッセンにも侵攻してきた。ヘッセン選帝侯ヴィルヘルム1世（ヘッセン・カッセル方伯ヴィルヘルム9世。1803年にヘッセン選帝侯に叙された）は国外亡命を余儀なくされたが、この際に選帝侯の巨額の財産の管理権・事業権はロスチャイルド家に委託された。以降ロスチャイルド家はフランス当局の監視を巧みにかわしつつ、大陸中を駆け回って選帝侯の代わりに選帝侯の債権の回収にあたり、回収した金は選帝侯の許しを得て投資事業に転用し、莫大な利益を上げるようになった。
またフランス当局やフランス傀儡国家ライン同盟盟主カール・テオドール・フォン・ダールベルク大公、フランクフルトの郵便制度を独占しているカール・アレクサンダー・フォン・トゥルン・ウント・タクシス侯などと親密な関係を深めていき、独自の通商路を確保し、また情報面で優位に立ち、大きな成功に繋げていった。
ナポレオンは1806年に大陸封鎖令を出して支配下の国々に敵国イギリスとの貿易を禁じたが、これがロスチャイルド家にとっては更なるチャンスとなった。大陸封鎖令により大陸諸国ではコーヒー、砂糖、煙草、綿製品などイギリスやその植民地からの輸入に頼っていた商品の価格が高騰した。また逆にイギリスではこれらの商品の価格が市場の喪失により暴落した。そこでロンドンのネイサンはイギリスでこれらの商品を安く買って大陸へ密輸し、それを父や兄弟たちが大陸内で確立している通商ルートを使って大陸各国で売りさばくようになった。これによってロスチャイルド家は莫大な利益を上げられた上、物資不足にあえいでいた現地民からも大変に感謝された。
この独自の密輸ルートはイギリス政府からも頼りにされ、イギリス政府は反フランス同盟国に送る軍資金の輸送をネイサンに任せていた。パリに派遣された末弟ジェームズと連携して、イギリスの金塊を公然とフランス経由でイベリア半島で戦うイギリス軍司令官ウェリントン公爵のもとに送り届けたこともあった。
この時期にロスチャイルド家はフランクフルト・ユダヤ人の解放を推進する役割も果たした。「あらゆる人民の法の前での平等と宗教的信仰の自由な実践」を謳ったナポレオン法典を一般市民法としてフランクフルトに導入する際にフランクフルト大公ダールベルクはフランクフルト・ユダヤ人団体に44万グルデンを要求したが、そのほとんどをロスチャイルド家が建て替えて実現に漕ぎつけたのである。しかし、ナポレオンは1808年5月にユダヤ人同権化法の例外として時限立法をなし、民族の人権を商業・職業選択・住居移転に限ることとした。そして1815年にフランクフルトが自由都市の地位を取り戻し、ユダヤ人の市民権自体を取り消してしまった。

### マイアーの死去と五家の創設
1812年にマイアーは死去した。彼は遺言の中で5つの訓令を残した。1つはロートシルト銀行の重役は一族で占めること、1つは事業への参加は男子相続人のみにすること、1つは一族に過半数の反対がない限り宗家も分家も長男が継ぐこと、1つは婚姻はロートシルト一族内で行うこと、1つは事業内容の秘密厳守であった。
マイアーは何よりも一族の団結を望んでいた。ロートシルト家の家紋に刻まれた「協調(concordia)」もマイアーの遺訓であり、その精神は彼の5人の息子たち、長男アムシェル(1773-1855)、二男ザロモン(1774-1855)、三男ネイサン(1777-1836)、四男カール(1788-1855)、五男ジェームズ(1792-1868)にも受け継がれた。
父の遺訓に従ってフランクフルトの事業は長男アムシェルが全て継承し、他の4兄弟はそれぞれ別の国々で事業を開始することになった。ウィーンには二男ザロモンが1820年に移住した。ロンドンはすでに三男ネイサンが移住していた。ナポリは四男カールが1821年に移住した。パリは五男ジェームズがすでに移住していた。
五家は相互連絡を迅速に行えるよう情報伝達体制の強化に努めた。独自の駅伝網を確保し、伝書鳩も飼育して緊急時にはこれを活用した。またその手紙は機密保持のためヘブライ語を織り交ぜていた。こうした素早い情報収集が可能となる体制作りがロスチャイルド家が他の銀行や商人に対して優位に立つことを可能としたといえる。ワーテルローの戦いの際にもロンドン家当主ネイサンはいち早くナポレオンの敗戦を知ったが、自分たちの情報収集の早さが他の投資家にも知られており、その動向が注目されていることを利用して、逆にイギリス公債を売って公債を暴落させた後、買いに転じてイギリス勝利のニュースがイギリス本国に伝わるとともに巨額の利益を上げることができた。

### ウィーン体制下

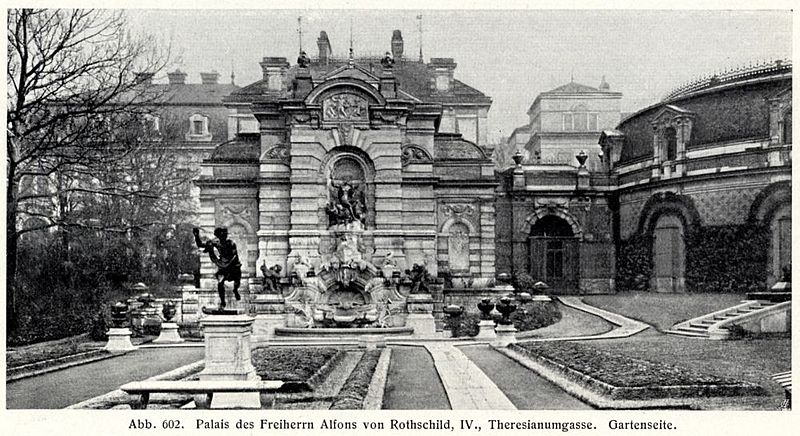
Palais Nathaniel Rothschild（ドイツ語）オーストリア のウィーン。1878年建造。オーストリアの分家によって建てられた邸宅

ナポレオン敗退後、フランス革命以前の旧体制が復古し、フランスに領地を奪われた君主や貴族たちが領地を回復させた（ウィーン体制）。銀行業でも旧勢力が復古し、1815年11月のパリ条約に定められたフランスの賠償金の調達からロスチャイルド家は弾き出された。
ついで1818年10月の同盟軍のフランス撤兵と賠償金分配を話し合うアーヘン会議でもロスチャイルド家は弾き出されそうだったが、この時にジェームスがフランス公債を大量に買って一気に売り払うという圧力をかけたことが功を奏し、オーストリア帝国宰相クレメンス・フォン・メッテルニヒから会議に招かれ、ザーロモンとカルマンが名声を高めた。以降メッテルニヒとの関係が強まり、1822年にはロスチャイルド一族全員がハプスブルク家より男爵位を与えられ、また五兄弟の団結を象徴する五本の矢を握るデザインの紋章も与えられた。以降ロスチャイルド家はその名前に貴族を示す「von（フォン）」や「de（ド）」を入れることになった。
イギリスでの活躍は特筆に値する。南海泡沫事件を受けて制定された泡沫法(Bubble Act)が、イギリスの海上保険業をロンドン保険会社（London Assurance）とロイヤル・エクスチェンジ保険会社（Royal Exchange Assurance, 現:アクサ）に独占させていた。これらの会社に計数係として入社を試みた、ネイサンの甥ベンジャミン・ゴムペルツ(Benjamin Gompertz)がユダヤ人ゆえに採用されなかった。そこでネイサンが対抗してアライアンス火災・生命保険会社をつくった。資本金500万ポンド、アライアンス株は発行前からプレミアムつきで取引された。設立趣意書公表の直後、アライアンス理事団は議会に対して泡沫法の廃止を要求した。1824年に廃止法案が議会に提出され、採決と裁可を得た。しかしロイズが身内の生活を理由に、協会員の一人にアライアンス株を15株買わせて株主総会へ送り込んだ。アライアンス理事が会社の業務へ海上保険を加えようと提案したとき、ロイズの総会屋は定款の不変性を理由に反対した。アライアンス火災はとりあえず引き下がった。しかしロスチャイルド家は資本金500万ポンドで新たにアライアンス海上保険会社をつくり、ゴムペルツを支配人とした。これはいつのまにかアライアンス火災と合併した（アライアンス保険）。翌1825年の恐慌でイングランド銀行の救済に貢献し、ロスチャイルド家は後に公認の鋳造所を持つほどに同行との関わりを深める。
1834年、ロスチャイルド家は大規模にアメリカ公債を引受けた（連邦準備制度の歴史を参照）。ヨーロッパでは鉄道事業に積極的な投資を展開した。1835年、ウィーン家のザロモンは皇帝の認可を得て鉄道会社を創設し、中欧の鉄道網整備に尽くした。フランクフルト家のアムシェルも中部ドイツ鉄道、バイエルン東鉄道、ライン川鉄道などの整備に尽くした。パリ家のジェームズもフランスや独立したばかりのベルギーの鉄道敷設に尽力したが、同じユダヤ系財閥のペレール兄弟と競争になった。ペレール兄弟のクレディ・モビリエは、会社型クローズドエンド会計の投資信託である。1860年代末にクレディ・モビリエは単なる貯蓄銀行となるが、その後フランス・ドイツで同じような投資銀行が次々と設立された。

### 総合水道会社

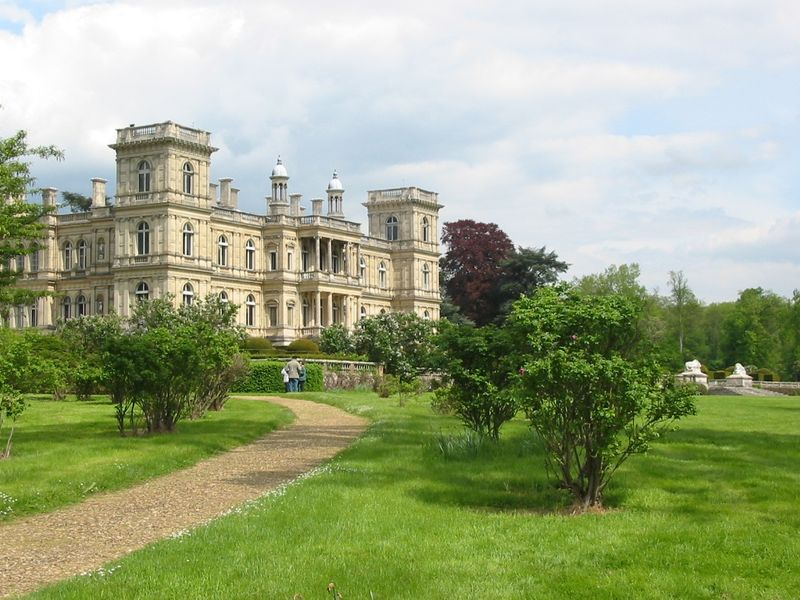
フェリエール城（英語）セーヌ＝エ＝マルヌ県フェリエール＝アン＝ブリ。1854年建造。フランスの分家によって建てられた別荘。フランスにおいて19世紀の最も大きな別荘であり、30 km² の面積を占める

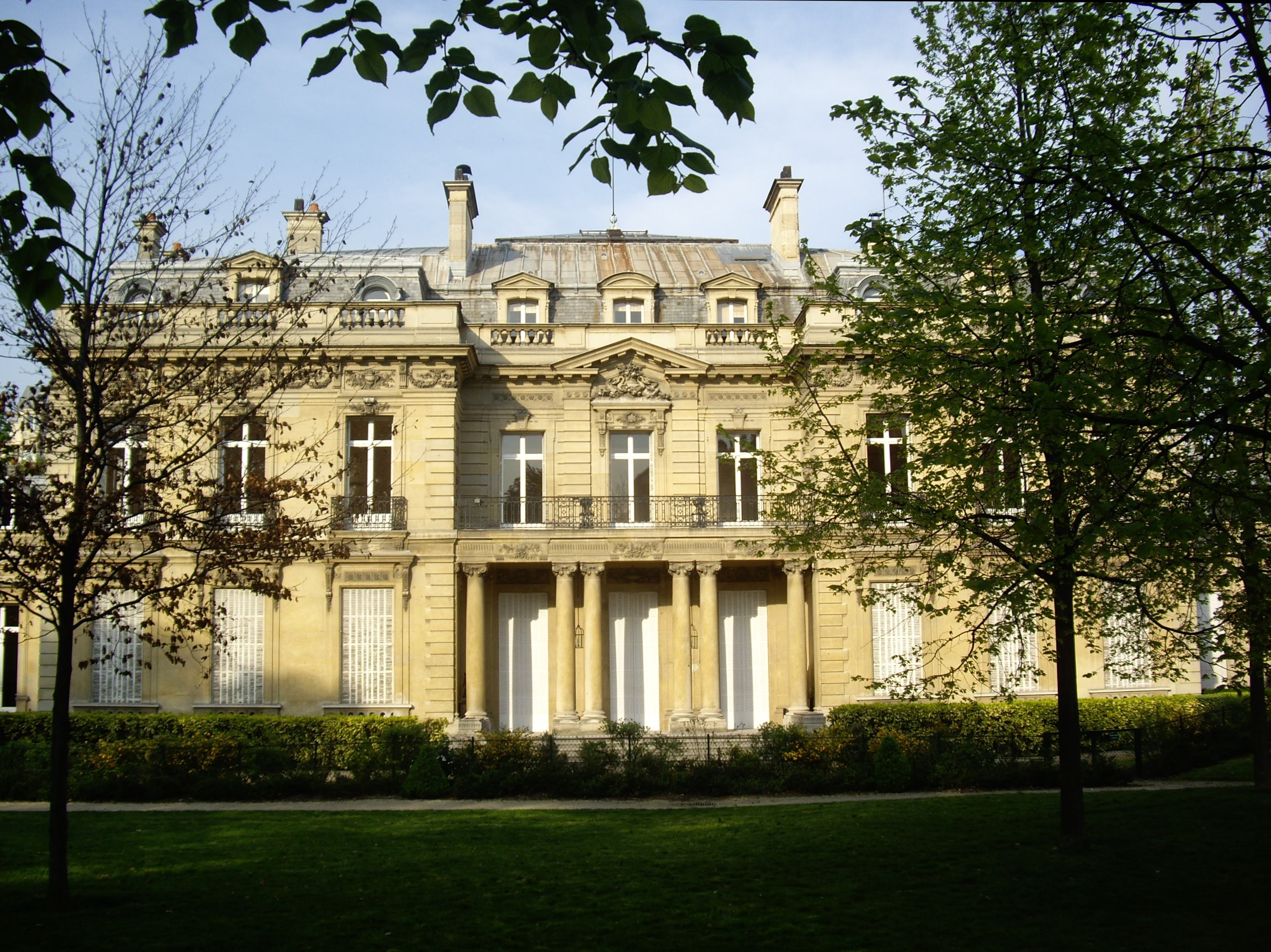
Hôtel Salomon de Rothschild（英語）フランスのパリ。1878年建造。フランスの分家によって建てられた邸宅

1841年から1854年まで、パリの庶民に届く水は1日4リットル程度であった。
パリ家は1853年にオタンゲルなどをともない、総合水道会社ジェネラル・デゾーを設立し5000株を引受けて大株主となった。会社は資本金2000万フラン8万株でスタートした。1860年9月、パリ市への営業譲渡に合意したが、5つの骨子からなる内容はジェネラル・デゾーに有利であった。具体的には以下のとおりである。
- 総合水道会社が、セーヌ県の市町村と交わした給水契約の全てをパリ市は承継する。あわせ同社が所有する全水利施設をパリ市に譲渡する。
- パリ市が給水管理権を有する。総合水道会社が個人契約者に給水するに足るだけの水量をパリ市は確保しなければならない。総合水道会社は水の配分と販売、枝管の建設、契約金の徴収、商業的給水泉の管理義務を負い、その収入を毎週パリ市の金庫に振り込まなくてはならない。
- 損害賠償として、1860年12月の時点で、総合水道会社の年間利益に相当する116万フランの年賦金を総合水道会社は受け取る。
- 管理費として、総合水道会社は年間35万フランを受け取る。また、総額360万フランを超えた収入分については、総合水道会社が超過分の1/4を受け取る。
- 契約期間は50年間。このあいだ、総合水道会社はセーヌ県の市町村と新たな給水事業契約を交わすことができない。それはパリ市が担う。

会社は毎年40万フランの割合で収入を増やした。1880年代の大不況期に市議などは会社の事業買戻しを主張した。これは損害賠償の金額算定で争い疲れたことや、水道利用契約義務化政策を円滑に進めたいという思惑が働き、総合会社の天引きは続いた。なお、買戻された場合の埋め合わせは近郊の水道事業にたくさん用意されていた。

### 帝政ロシアとの闘争とバクー油田

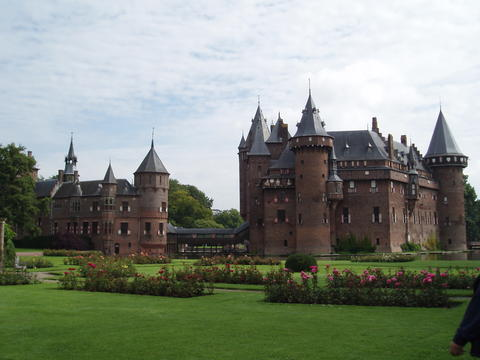
Kasteel de Haar（英語） オランダのハールザイレンス。元は12世紀に建てられた城だったが、ロスチャイルド家によって1892年から1912年にかけて再建された。ときのオランダはルクセンブルクが同君連合を離れていた。

ロスチャイルド家はユダヤ人迫害を推進するロシア帝国とは敵対的立場を取った。
1854年のクリミア戦争ではロシアと敵対するイギリス・フランス・トルコ陣営を金銭面から支援した。英仏軍の軍事費を調達し、トルコにも巨額の借款を与えた。
こうしてオスマン債務管理局の債権者たる英仏と債務者トルコ双方が、ロスチャイルド家に財政の詳細を掌握された。
ロシアはクリミア戦争に敗れて、1867年にロシア領アメリカを米国に売却した。しかしオスマン債務管理局が設立された1881年の翌々年に再び財政困窮に陥った。このときパリ家当主アルフォンスはロシア政府の公債発行に協力しており、その見返りとしてバクー油田の中でも最大級のバニト油田をロシア政府より与えられた。すでにアルフレッド・ノーベルがバクーを開発していたので、アルフォンスは彼と協力することにした。ノーベル系企業はドイツ銀行から監査役を受け入れながらドイツにも進出していた。1897年サンクトペテルブルクのロシア国立銀行が中央銀行となるとき、ロスチャイルド家は代理人のアレクサンドル・スティグリッツを初代総裁にした。1901年にフランクフルト家が閉鎖した。そこで膠州湾租借地をあえて孤立させ、南下政策を阻止するとともに露清銀行におけるパリバの主導権奪還を支援した。1904年の日露戦争でもロスチャイルド家は軍事費を提供したのである。初代ロスチャイルド男爵ナサニエル・ロスチャイルドが、ユダヤ人銀行家ジェイコブ・シフから「日本の勝利がユダヤ人同胞を迫害するツァーリ体制打倒のきっかけとなる」との誘いを受けた。そこで日本政府が戦時国債を発行する便宜を図り、3回目と4回目の起債はロンドンとパリの両家がそろって引き受けに参加した。
南アフリカや北米西岸でもロスチャイルド家は鉱産資源を開発した。1880年にはセシル・ローズに融資、ダイヤモンド寡占企業のデビアスを設立させた。1924年にデビアスはノーベル資本を爆薬部門として吸収した。1895年10月にはロンドン・パリの両家がアナコンダ銅鉱山会社の株1/4を750万ドルで買収。このころ世界銅供給の4割以上を支配した。このアナコンダは1977年にARCO（現:BP）に吸収されて、ホームステッド法の延命に成功しアラスカのプルドーベイ油田を存分に開発した。油田は1968年に発見されたが、翌々年にラファージュがマックス・エイトケンのカナダセメントを吸収し、パイプラインの建材を提供した。
1914年にはロイヤル・ダッチ・シェル石油に油田を売却し、同社の大株主に転じた。自らの油田を売ってでもヨーロッパ石油産業の再編を進めることで、ロックフェラーのスタンダード石油がヨーロッパ進出を阻止する狙いがあった。英仏露土4か国の資本が融けあうようにしてコーカサスの利権を得た。グルベンキアンはバルカン半島の出身らしく、列強資本の溶剤として活躍した。この由緒ある欧州経済において、ロックフェラーは下積みを欠いていたが、ロスチャイルド家は英仏露土各国ばかりか、ロックフェラーが台頭した合衆国に対しても債権者であった。1917年にロシア革命が起こってツァーリ体制が崩壊し、ボルシェヴィキ政権が外国資産を全て接収したが、ロスチャイルド家はこの時に売却しておいたおかげでロシア革命による打撃を受けずにすんだ。

### 衰退
19世紀後半の相次ぐ戦争と各国での国家主義の高揚により、衰退が始まった。この段階でもロンドン家とパリ家は繁栄していたが、フランクフルトの本家は発祥の地フランクフルトに固執して新しい金融の中心地ベルリンに移ろうとしなかったために衰退し、ウィーン家もハプスブルク家と運命をともに没落していった。ナポリ家に至っては危機的状況に陥っていた。初代マイアーは「兄弟力を合わせるように」という遺訓を残しており、子孫たちもこれまでその遺訓を守って、5家協力してやってきたが、国家主義の高揚はその協力の維持を難しくしていた。1901年にフランクフルトの本家が断絶すると家内の協力関係はいよいよ希薄となっていった。
そこで他家に嫁を出した。そもそも「五本の矢」にはジャネットなる姉がいて、ヴォルム家に嫁いでいた。ロスチャイルドの築き上げてきた閨閥は宗家の危機に真価を見せたが、インドシナ銀行は良い例である。
1914年に勃発した第一次世界大戦でロスチャイルド家は敵味方に引き裂かれてしまった。兵役年齢の者はそれぞれの祖国の軍隊に入隊して祖国のために戦った。ロンドン家はエヴェリン・アシル・ド・ロスチャイルドをパレスチナ戦線で失った。ロスチャイルド家の中で最も栄えていたロンドン家は、第一次世界大戦中の税制変更期に初代ロスチャイルド男爵ナサニエルとその弟二人が相次いで死去する不幸があったことで、その財産に莫大な相続税をかけられて衰退しはじめた。ロスチャイルド家の銀行は株式形態ではなく個人所有だったため相続税増税の直撃を被ったのである。19世紀に手に入れた豪邸を次々と手放すことを余儀なくされた。またロスチャイルド銀行の業務の大きな部分を占める公債発行が戦争のせいで危険な投資になってしまったこともロスチャイルド家にとっては厳しかった。第一次世界大戦後のロスチャイルド家はこれまで投資した事業を守るだけで精一杯という状況にまで陥っていった。

### ナチスによる弾圧

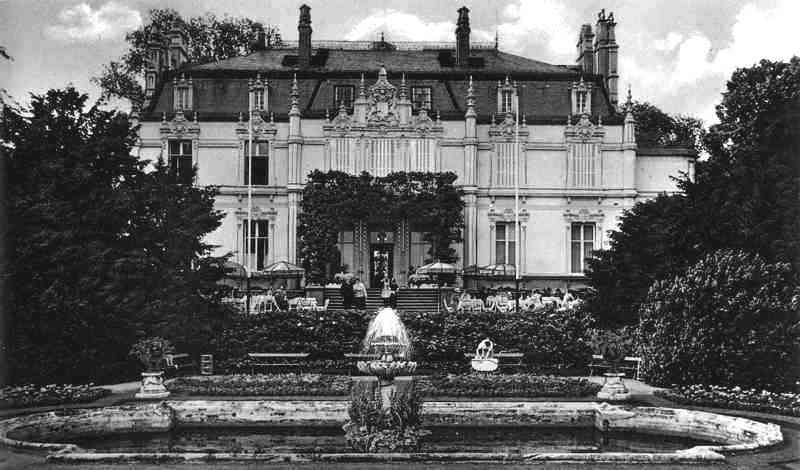
Grüneburgschlößchen（ドイツ語） ドイツのフランクフルト。 1845年建造。 ドイツの分家によって建てられた邸宅。この建物は1944年に連合国軍の爆撃によって破壊された

19世紀に栄華を誇ったロスチャイルド家も20世紀には衰退の一途をたどり、実際の財力より名前の威光ばかりが先行するイメージの存在と化していた。しかし「国際ユダヤ資本」を陰謀の元凶とするユダヤ陰謀論に影響されたナチス・ドイツにとってはそのイメージは反ユダヤ主義プロパガンダの格好の材料であり、ロスチャイルド家は陰謀の黒幕扱いにされた。『ワーテルローの勝者 ロスチャイルド家(Rothschilds Aktien auf Waterloo)』（1936年）や『ロスチャイルド家』（1940年）といったロスチャイルド家を「世界支配を狙う陰謀を企てる者」として描く反ユダヤ主義映画がドイツで公開された。
ドイツ国内のロスチャイルド家に由来する記念碑や名称もナチス政権誕生とともに取り払われていった。ロスチャイルド並木通りはカロリング王朝並木通りに変えられた。ドイツ国内にあったロスチャイルド家所有の財団法人や慈善施設も経済や銀行業のアーリア化により財産放棄か二束三文で買い取られていった。フランクフルト家の最後の当主ヴィルヘルムの娘婿だったマクシミリアン・フォン・ゴールドシュミット＝ロートシルトの財産も政府に没収された。
しかし、ナチスの目標であったヴィートコヴィツェ製鉄所は守られた。この製鉄所は1843年、ザロモンが北部鉄道などの事業へ供するため、オストラヴァのヴィートコヴィツェに独占所有した資源である。この鉱山は石炭も産んだ。並み居る資源連合国を前に、ドイツの兵器産業はザロモンの山を切望した。そこで歴史が動いた。ネイサン創始のアライアンス保険が1936年に法的な鉱山所有者となったのである。ここまではロスチャイルド・アーカイブでも明らかにされている。実は前年から株式の名義をスイスなどに変えてあったが、おかげでヒトラーに察知されなかった。占領にこぎつけても時すでに遅く、電撃作戦をねらうドイツとしては国際私法に挑戦することができなかった。後日談としてヴィートコヴィツェは戦後に国有化された。英国は1948年12月23日ユーゴスラビアに、翌年9月28日にはチェコスロバキアに賠償責任を認めさせた。1950年7月12日に海外賠償法The Foreign Compensation Act 1950 が成立し、これにより補償金を株主へ配る委員会The Foreign Compensation Commission が設立された。1951年、ロスチャイルドのアライアンス保険は委員会を交えて株主と協議した。そして1962年、アライアンス保険ヴィートコヴィツェ事業権利書の解約による株式保有者へ、最後の補償金が分配された。現在のヴィートコヴィツェは原子炉圧力容器・蒸気発生器などを製造している。
1938年にオーストリアがドイツに併合された際には、ウィーン家の者はほとんどがイギリスへ亡命していたが、当主であるルイ・ナタニエル・フォン・ロートシルト男爵のみがウィーンに残っており、併合とともにゲシュタポに連行された。かつてオーストリア銀行大手のクレディタンシュタルトを支配していた投資銀行S・M・フォン・ロスチャイルドは、ミュンヘン再保険やアリアンツに出資する投資銀行メルク・フィンク（のちのバークレイズ）に買収されアーリア資本化された。
戦前期にはまだ絶滅政策は行われておらず、財産没収と国外追放がナチスのユダヤ人政策だったので、ルイも全財産没収と外国へ出ていくことに同意するのを条件に釈放され、アメリカへ亡命した。第二次世界大戦後もウィーンには戻らず、子孫もなかったためウィーン家はこれをもって絶家した（戦後オーストリア政府はナチスが没収したルイの財産をルイに返還しているが、ルイはその全額を寄付しているので財産上も残らなかった）。
1940年のナチス・ドイツのフランス侵攻でパリが陥落すると、パリ家の銀行や邸宅もナチスに接収された。またパリ家は美術品の収集で知られており、陥落直前に美術品の外国移送に励んだが、移送できなかったものは陥落後に押収された。パリ家の人々の多くはアメリカへ亡命し、ロチルド家御曹司ギーはアメリカからイギリスにわたってド・ゴールの自由フランス軍に入隊した。自由フランス軍の財政は少なからずロスチャイルド家によって支えられていた。
ロンドン家は直接の被害を免れたが、1940年から1941年のイギリス本土空襲時には子供たちはワドスドン城ヘ疎開した。ドイツやオーストリアから逃れてきていた孤児たちも預かり、この城に一緒に収容している。戦時中大陸にいて逃げ遅れ、ナチスの手にかかったロスチャイルド家の者が2人出た。フランス家のフィリップの妻エリザベートとロンドン家の第3代ロスチャイルド男爵ヴィクターの叔母にあたるアランカだった。前者はラーフェンスブリュック強制収容所、後者はブーヘンヴァルト強制収容所で落命している。
第二次世界大戦が終わった時、残ったロスチャイルド家はロンドン家とパリ家の二つだけとなった。大戦の影響でロスチャイルド家の衰退は更に進んだ。ロンドン家もパリ家も収入が大きく落ち、出費は増える一方で更に多くの豪邸を売り払うことを余儀なくされた。

### 戦後復興

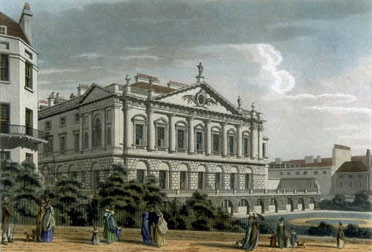
Spencer House（英語） イギリスの ロンドン。スペンサー伯爵家の代々の邸宅。現在、イギリスの分家が99年の契約でこの邸宅を借り、ロスチャイルド卿の営む投資事業会社RIT・キャピタル・パートナーズの本拠地として使用している

ロンドン家の戦後復興はロンドン家分家のアンソニー・グスタフ・ド・ロスチャイルドを中心に行われた。ロンドン家本家の第3代ロスチャイルド男爵ヴィクター・ロスチャイルドとはN・M・ロスチャイルド&サンズの株を6:2という割合で配分しているため、分家のアンソニーが経営を主導する形になった。第3代ロスチャイルド男爵ヴィクターの息子第4代ロスチャイルド男爵ジェイコブはアンソニーの息子エヴェリンと経営方針が合わず、1980年にN・M・ロスチャイルド&サンズを退社してRIT・キャピタル・パートナーズを立ち上げた。ビッグバンでは外銀と入り乱れてジョバー・ブローカーの買収に奔走した。
パリ家の戦後復興は1949年に正式に当主となったギー・ド・ロチルドを中心にして行われた。ド・ゴール将軍やジョルジュ・ポンピドゥーの協力を得てパリ・ロチルド家の再興に成功している。1981年に社会党党首フランソワ・ミッテランが大統領になった際に一時ロチルド銀行が国有化されたが、ミッテランの社会主義政策の失敗後、ギーの息子ダヴィド・ド・ロチルドの指導の下に再建された。この1950-80年の間が成長の肝である。
パリ家は戦前の国際コネクションを活かして事業を開拓した。1957年にはSociété française d'investissements pétroliers という石油会社を設立した。ラザードと4割ずつ出し合い、あとは預金供託金庫とクレディ・リヨネが1割ずつを出資した。1960年時点のロチルドグループには独占体のソフィナ、国の船を動かしたサガ海運、1億3000万フランの資産価値をもっていた北部投資会社Société d'investissement du Nord、さらにラルジャンティエールのペナロヤ社（現:イメリーズ）もあった。ロチルドフレール、北部鉄道、北部投資会社の3社を基幹としてロチルドグループは株式持ち合いにより結束していたが、1967年4月26日の記者会見で以下の方針を明らかにした。まずパリ・オルレアン鉄道を合併させてグループの持株会社に用いる。そしてロチルドフレールは株式会社化・預金銀行化にともないロチルド銀行と改称する。

### ロンドン家とパリ家の統合
2003年にはロンドン家とパリ家の両銀行が統合されたロスチャイルド・コンティニュエーション・ホールディングスが創設され、フランス家のダヴィドがその頭取に就任した。

## 現在の事業

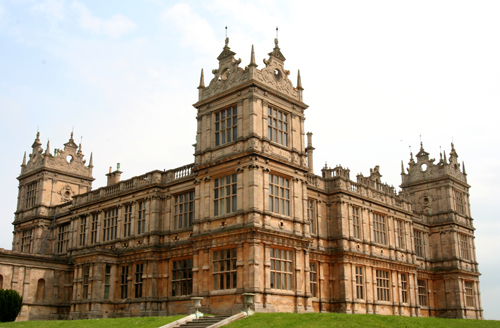
Mentmore Towers（英語） イギリスのバッキンガムシャー。 1854年建造。イギリスの分家によって建てられた別荘

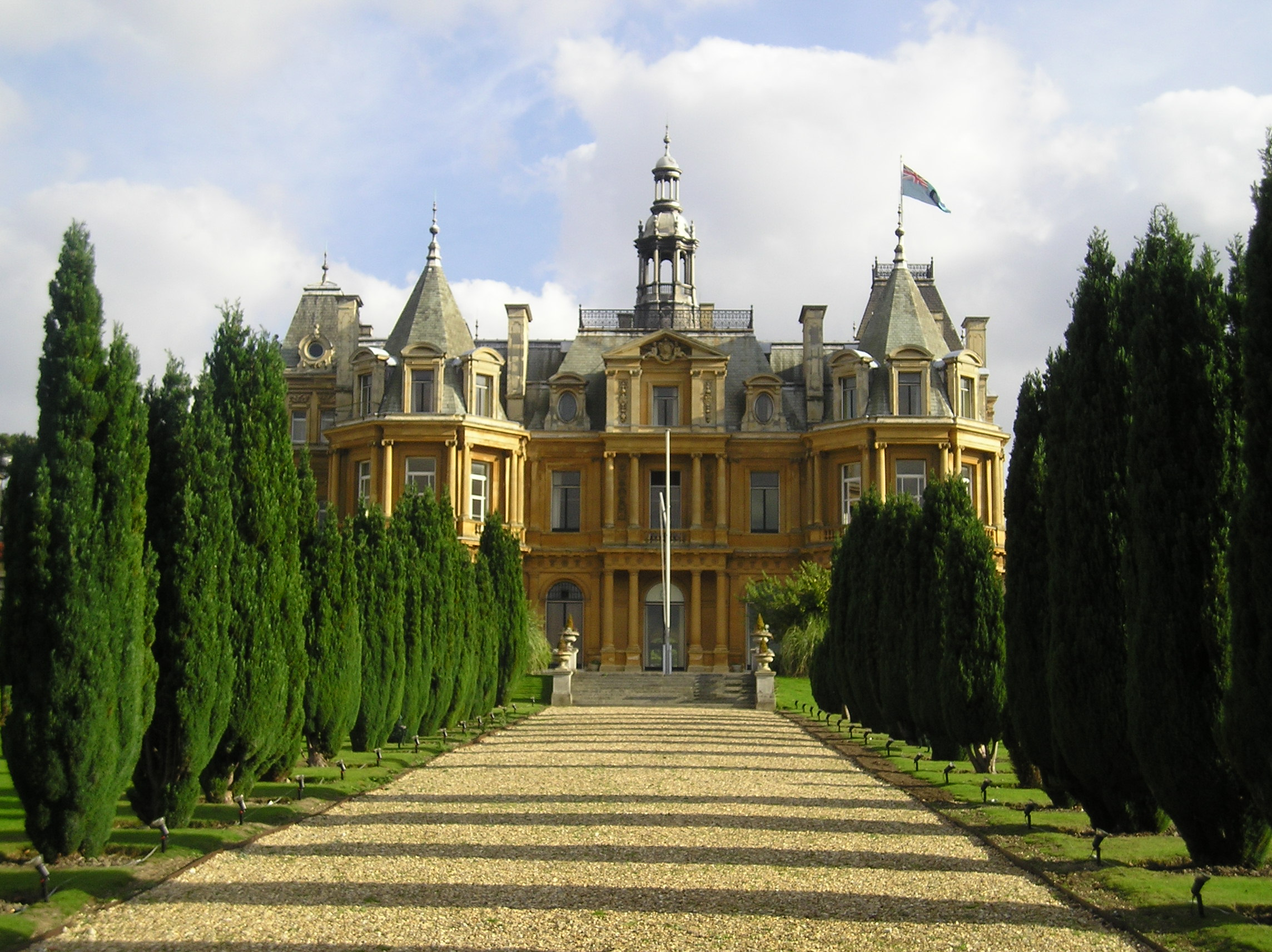
Halton House（英語） イギリスのバッキンガムシャー。1883年建造。イギリスの分家によって建てられた別荘

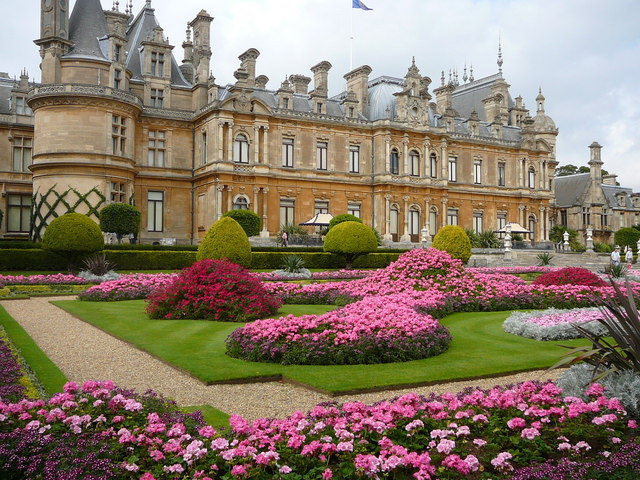
Waddesdon Manor（英語） イギリスのバッキンガムシャー。1889年建造。イギリスの分家によって建てられた別荘

現在、ロスチャイルド家が営む主な金融グループは3つある。3つの金融グループはそれぞれの分野で傑出した業績を誇るが、それぞれの国においてより規模の大きな競合企業が存在する。
現在のロスチャイルド家を代表する人物として、Edmond de Rothschild Groupを統括するバンジャマン、The Rothschild Groupを統括するダヴィド、RIT Capital Patnersを統括する第4代ロスチャイルド男爵ジェイコブ・ロスチャイルドらがいる。ロスチャイルド家の7代目の後継者は、ダヴィドの息子、アレクサンドル・ド・ロチルドとなる予定である。

### 金融
エドモン・ドゥ・ロスチャイルドグループ(Edmond de Rothschild Group)はスイスに本拠を置く金融グループであり、傘下では、概要で述べたBPERがスイスを中心に世界中でプライベート・バンキングを行ったり、ヴィニコル・エドモン(Compagnie Vinicole Baron Edmond de Rothschild)がフランスを中心に世界中でワイナリーを営んだりしている。前者はスイス証券取引所に上場しており、2011年においてその総資産は140.2億スイスフランである。
ロスチャイルド&カンパニーはロスチャイルド家のパリ家とロンドン家が共同所有する金融持株会社。ロスチャイルド銀行グループの中核企業としてN・M・ロスチャイルド&サンズ（イギリス）やRothschild & Cie Banque（フランス）などを所有し統括している。ヨーロッパを中心に45か国にオフィスを持ち、事業はM&Aのアドバイスを中心とした投資銀行業務と富裕層の資産運用を行うプライベート・バンキングが中心である。特にM&Aでは取り扱い件数がヨーロッパで一番多い。
なお、パリ家の歴史的事業であったロチルド・フレールは、改名と国有化を経てバークレイズに買収されている。
RITキャピタルパートナーズ(RIT Capital Partners)は1980年に設立された、ロンドンのスペンサー・ハウスに本拠を置くInvestment Trustであり、アメリカやイギリスを中心として世界中の会社に投資を行っている。RIT Capital Partnersはイギリスで最大規模のInvestment Trustであり、イギリスのトップ5の一つに数えられている。Investment Trustはクローズド・エンド型の投資信託に属する。会社設立に勅許を必要とした時代からイギリスで発展した。その原型はユース法の信託による会社で、法人格をもたなかった。今では公開有限会社として資金を募り、ヘッジファンドやプライベート・エクイティ・ファンドなど様々な商品に投資する。RITはRockefeller Financial Services社と資産運用事業で提携していることでも知られている。RIT Capital Patnersはロンドン証券取引所に上場しており、2012年において総資産は22.1億ポンドである。

### ワイン

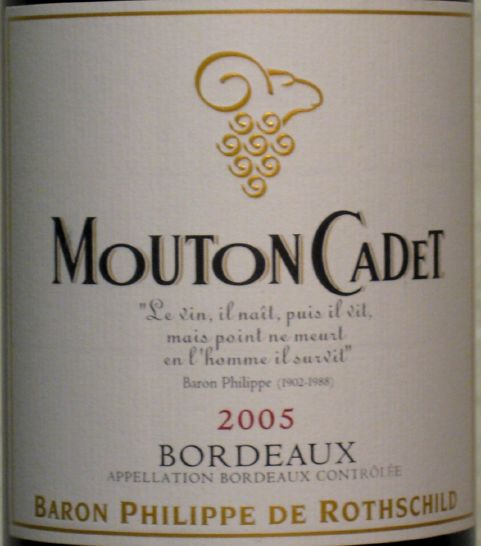
ムートン・カデのラベル

ボルドーワインの生産者として、最高の格付けを得ている「5大シャトー」と呼ばれるブドウ園のうち2つが、ロスチャイルド家の所有となっている。そのうちシャトー・ムートン・ロートシルトは、ネイサン・ロスチャイルドの三男ナサニエルが1853年に購入したものであり、シャトー・ラフィット・ロートシルトはマイアー・ロスチャイルドの五男ジェームスが1868年に購入したものである。1855年の格付けではラフィットが1級の評価を得たものの、ムートンは2級に甘んじた。
1973年、異例の格付け見直しによりムートンも1級の地位を獲得する。ナサニエルの曾孫フィリップの努力が実った。その後もフィリップとその一族は、カリフォルニアの「オーパス・ワン」、チリの「アルマヴィーヴァ」などのワインを手がけ、いずれも高い評価を獲得している。
百年戦争の終盤まで、「5大シャトー」のあるメドックはイギリス領だった。そこで貴族がブドウ畑を営んでいたのである。メドックAOCの一部地域(Haut-Médoc AOC)の広大な塩沼は塩の輸出にも貢献していた。メドックがフランス領となったとき、ブルジョワ層のボルドー議員らは猪突の勢いで、畑とワイン販路の買収に走った。やや北方にラ・ロシェル包囲戦が展開されるまで、メドックはオランダ人技師により干拓が進められた。三十年戦争の結果、ワインは消費地の北ヨーロッパへ輸出できなくなった。保存できなかったので価格は地を這いずった。テロワールの改良が進み、ジョン・ロックがその成果を著書にとりあげる水準へ達した。1709年の厳冬(Great Frost of 1709)がブドウ畑を壊滅させた。霜に強い小粒な品種が採用されるようになった。1730年初頭に保存も可能となった。それでもうどんこ病とブドウネアブラムシは脅威であった。
19世紀前半まで、ボルドーは大西洋の先アンティル諸島との砂糖交易を続けた。
ロスチャイルドがメドックにシャトーを買うと、1870年代にアメリカからネアブラムシがもたらされ、メドックのブドウ生産が打撃を受けた。1881年オスマン債務管理局が設立され、抵当六間接税の一つである酒税の収入拡大が志向された。そこでワインの輸出関税を免除、200オッケを超える輸出に税の半額を払い戻すという奨励が行われた。ネアブラムシに苦しむフランスは恰好の輸出先であったが、防衛措置としてフランスがメリーヌ関税を導入すると、輸出先はだんだん中欧諸国に変わっていった。1885年、ネアブラムシはイズミルとブルサのブドウ生産にも打撃を与えた。オスマン帝国と管理局は手を尽くして損害を最小限に抑えたが、対策の一つにアメリカ種を植林した農民への免税措置があった。
メドックにもアメリカから虫害に強い種苗がもたらされた。1880年に生産・輸出が低迷し、立ち直ってから当分メドックのワイン業は栄えた。ワイン業だけの力で生産・輸出を回復することはできなかったであろう。輸送効率を上げるため、1882年シュネーデルの支援でジロンド造船所(Forges et Chantiers de la Gironde)がつくられた。ブドウ生産に使う肥料は、1891年ボルドー化学製品会社(Compagnie bordelaise de produits chimiques)が設立されてから化学業界の飛躍的発展により供給された。ボトルも作らなくてはいけない。1899年、サンゴバンがボルドーに工場を設置した。
1907年と翌年に、不当競争と過剰生産でブドウ生産者が反乱した。戦間期を通じボルドーの工業は政府に見放され、1927年ジロンド造船所が破産申請した。1960年から投資を受けて、30年かけて作付面積と収穫量を倍化させた。

## 家系図
掲げてある名前は男性だけである。ハプスブルク家ほどではないにせよ19世紀後半までは同族間での結婚が要所でなされている。特にナポリ家からフランクフルト家の養子となった、マイアー・カールとヴィルヘルム・カールそれぞれの娘がそうである。マイアー・カールの娘マルグリタは13親等でヴァレリー・ジスカール・デスタンと閨閥であり、ヴィルヘルム・カールの娘ミンナはゴールドシュミット家へ嫁いでいる。以下の家系図に女子が現れない点には注意を要する。

### 家祖と「五本の矢」
|                                                       |                                                       |                                                       |                                                       |                                                       |                                                       |  |  |                                               |                                               |                                               |                                               |                                               |                                               |  |  | マイアー・アムシェル (1744-1812)              |                                               |                                               |                                               |                                               |                                               |  |  |                                           |                                           |                                           |                                           |                                           |                                           |  |  |                                   |                                   |                                   |                                   |                                   |                                   |  |  |
|                                                       |                                                       |                                                       |                                                       |                                                       |                                                       |  |  |                                               |                                               |                                               |                                               |                                               |                                               |  |  |                                               |                                               |                                               |                                               |                                               |                                               |  |  |                                           |                                           |                                           |                                           |                                           |                                           |  |  |                                   |                                   |                                   |                                   |                                   |                                   |  |  |
|                                                       |                                                       |                                                       |                                                       |                                                       |                                                       |  |  |                                               |                                               |                                               |                                               |                                               |                                               |  |  |                                               |                                               |                                               |                                               |                                               |                                               |  |  |                                           |                                           |                                           |                                           |                                           |                                           |  |  |                                   |                                   |                                   |                                   |                                   |                                   |  |  |
| アムシェル・マイアー (1773-1855) （フランクフルト家） | アムシェル・マイアー (1773-1855) （フランクフルト家） | アムシェル・マイアー (1773-1855) （フランクフルト家） | アムシェル・マイアー (1773-1855) （フランクフルト家） | アムシェル・マイアー (1773-1855) （フランクフルト家） | アムシェル・マイアー (1773-1855) （フランクフルト家） |  |  | ザロモン・マイアー (1774-1855) （ウィーン家） | ザロモン・マイアー (1774-1855) （ウィーン家） | ザロモン・マイアー (1774-1855) （ウィーン家） | ザロモン・マイアー (1774-1855) （ウィーン家） | ザロモン・マイアー (1774-1855) （ウィーン家） | ザロモン・マイアー (1774-1855) （ウィーン家） |  |  | ネイサン・メイアー (1777-1836) （ロンドン家） | ネイサン・メイアー (1777-1836) （ロンドン家） | ネイサン・メイアー (1777-1836) （ロンドン家） | ネイサン・メイアー (1777-1836) （ロンドン家） | ネイサン・メイアー (1777-1836) （ロンドン家） | ネイサン・メイアー (1777-1836) （ロンドン家） |  |  | カール・マイアー (1788-1855) （ナポリ家） | カール・マイアー (1788-1855) （ナポリ家） | カール・マイアー (1788-1855) （ナポリ家） | カール・マイアー (1788-1855) （ナポリ家） | カール・マイアー (1788-1855) （ナポリ家） | カール・マイアー (1788-1855) （ナポリ家） |  |  | ジェームズ (1792-1868) （パリ家） | ジェームズ (1792-1868) （パリ家） | ジェームズ (1792-1868) （パリ家） | ジェームズ (1792-1868) （パリ家） | ジェームズ (1792-1868) （パリ家） | ジェームズ (1792-1868) （パリ家） |  |  |

## 関連著作
- ロスチャイルド家 世界を動かした金融王国 中木康夫 誠文堂新光社, 1960
- ロスチャイルド ヨーロッパ金融界の謎の王国 ジャン・ブーヴィエ 井上隆一郎訳 河出書房新社 1969 世界の企業家
- フレデリック・モートン『ロスチャイルド王国』高原富保訳、新潮選書、1975年
- ギー・ド・ロスチャイルド『ロスチャイルド自伝』酒井傳六訳、新潮社、1990年
- 広瀬隆『赤い楯 ロスチャイルドの謎』集英社、1991年 のち文庫
- ロスチャイルド世界金権王朝 一極世界支配の最奥を抉る! ジョージ・アームストロング 馬野周二監訳 徳間書店, 1993.2.
- デリク・ウィルソン『ロスチャイルド──富と権力の物語』本橋たまき訳、新潮文庫、1995年
- 横山三四郎『ロスチャイルド家──ユダヤ国際財閥の興亡』講談社現代新書、1995年
- ロスチャイルド自伝 実り豊かな人生 エドマンド・デ・ロスチャイルド 古川修訳. 中央公論新社 1999.10.
- ロスチャイルド夫人の上流生活術 ナディーヌ・ロスチャイルド 伊藤緋紗子訳. PHP研究所, 2001.11.
- ロスチャイルド家の上流恋愛作法 愛される女性たちの秘密 ナディーヌ・ロスチャイルド 鳥取絹子訳 ベストセラーズ, 2002.9.
- ヨアヒム・クルツ『ロスチャイルド家と最高のワイン―名門金融一族の権力、富、歴史』瀬野文教訳、日本経済新聞出版社、2007年
- ユースタス・マリンズ『世界権力構造の秘密』成甲書房、2007年
- 世界最大のタブー『ロスチャイルドの密謀』ジョンコールマン博士＋太田龍 著、成甲書房、2007年
- 富の王国ロスチャイルド 池内紀 東洋経済新報社, 2008.12.
- 林千勝『ザ・ロスチャイルド　大英帝国を乗っ取り世界を支配した一族の物語』経営科学出版, 2021.5.

## 関連項目

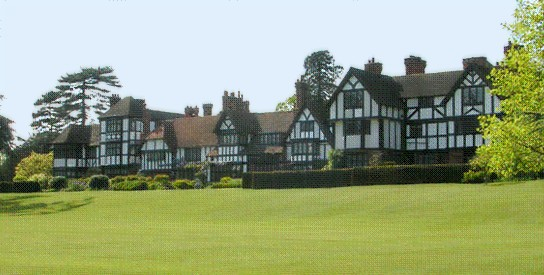
Ascott House（英語） イギリスのバッキンガムシャー 元は農家の家であったが、1873年にイギリスの分家によって取得されて増築され、ロスチャイルド家の別荘となった。広い敷地を持ち、その敷地面積は13 km² になる